# Sphaerodactylus ariasae
El jaragua sphaero (Sphaerodactylus ariasae) es una especie de geco perteneciente al género Sphaerodactylus, endémica de la República Dominicana.
Es uno de los dos reptiles conocidos más pequeños del mundo (el otro es Sphaerodactylus parthenopion, nativo de las Islas Vírgenes Británicas). El jaragua sphaero mide 16 mm desde la punta de la cabeza al inicio de la cola. Su hábitat se cree que está limitado al parque nacional de Jaragua en el extremo sudoeste de la República Dominicana, en la pequeña Isla Beata.
La especie fue descrita por primera vez por Blair Hedges, biólogo de la Universidad de Pensilvania y Richard Thomas, biólogo de la Universidad de Puerto Rico, en diciembre de 2001 en el diario científico del Caribe.
El nombre específico de la especie le fue asignado en honor a la herpetóloga Yvonne Arias, líder del grupo dominicano de conservación Jaragua, centrados en la protección ambiental del parque nacional Jaragua. Descubierto en 1998 en la isla de Beata, en República Dominicana.